# Esaias Boursse
Esaias Boursse (3 mars 1631, Amsterdam - 16 novembre 1672, à bord du bateau Rhenen) est un peintre néerlandais du siècle d'or. Il est connu pour ses peintures de scènes de genre.

## Biographie
Esaias Boursse est né le 3 mars 1631 à Amsterdam aux Pays-Bas.
C'est le plus jeune fils d'une famille wallonne installée à Amsterdam. Ses parents Jacques Boursse et Anna des Forest se marient à Amsterdam en 1618. Sa première formation a été assurée par son frère Jan.
Bien que n'ayant pas de preuves, on suppose qu'il a été l'élève de Rembrandt, car ils habitaient la même rue Sint Antoniebreestraat à Amsterdam. Il a été admis à la guilde de saint Luc d'Amsterdam en 1651. Il a voyagé en Italie et est revenu en 1653.
Esaias Boursse n'a pas de finances florissantes, c'est pour cette raison qu'il s'engage auprès de la Compagnie néerlandaise des Indes orientales, et se rend à Ceylan en 1661 à bord du bateau Amersfoort. Sur place, il dessine les habitants autochtones, les villages ainsi que les paysages. Ses dessins sont regroupés dans un album, et visibles au Rijksmuseum d'Amsterdam. Il est de retour aux Pays-Bas en 1663.
Lors de son second voyage, il meurt à bord du bateau Rhenen de la Compagnie néerlandaise des Indes orientales en route pour Ceylan le 16 novembre 1672.

## Œuvres
- Intérieur avec une femme en train de coudre[3], Rijksmuseum, Amsterdam
- Intérieur avec une femme en train de cuisiner, huile sur toile, 51 × 58 cm, Wallace Collection, Londres